# Aleksandrowskij (rejon kurczatowski)
Aleksandrowskij (ros. Александровский) – chutor w zachodniej Rosji, w sielsowiecie makarowskim rejonu kurczatowskiego w obwodzie kurskim.

## Geografia
Miejscowość położona jest nad rzeką Sejm, 14,5 km od centrum administracyjnego sielsowietu makarowskiego (Makarowka), 7 km od centrum administracyjnego rejonu (Kurczatow), 32 km od Kurska.

## Demografia
W 2010 r. miejscowość zamieszkiwały 3 osoby.